# Терехово (Кролевецкий район)
Терехово (укр. Терехове) — село,
Добротовский сельский совет,
Кролевецкий район,
Сумская область,
Украина.
Код КОАТУУ — 5922683002. Население по переписи 2001 года составляло 150 человек .

## Географическое положение
Село Терехово находится на берегу спрямлённого русла реки Стрижень или Коропец, ниже по течению на расстоянии в 1 км расположено село Добротово.
На расстоянии в 1,5 км расположено село Майоровка.

## Объекты социальной сферы
- Школа І-ІІ ст.